# Ойкос
Ойкос (давньогрецьке: οἶκος, множина: οἶκοι; Англійський префікс: eco- для екології та економіки) — термін, відноситься до трьох пов'язаних, але різних понять: сім'я, власність сім'ї та будинок. Його значення змінюється навіть у текстах.
Ойкос був основною одиницею суспільства в більшості грецьких міст-держав. У звичайному аттичному вживанні ойкос у контексті сімей позначав лінію походження від батька до сина з покоління в покоління. Відомо, що Аристотель використовував його у своїй «Політиці». Також цей термін іноді застосовувався для позначення всіх, хто живе в будинку — голови ойкосу, найближчої родини та рабів. Великі ойкоси також мали ферми, які зазвичай обслуговувалися рабами — основною сільськогосподарською одиницею давньогрецької економіки.

## План
За традиційними інтерпретаціями планування ойкосу в класичних Афінах поділялися на чоловічі та жіночі зони, з областю, відомою як гінайкон або гінайконіт, пов'язаною з жіночою діяльністю, такою як приготування їжі та робота з текстилем, і зоною для чоловіків, яка називається андрон . У промові Лісія «Про вбивство Ератосфена» сказано, що жіночі кімнати розташовані над чоловічими, тоді як у Ксенофонта жіночі та чоловічі кімнати знаходяться поруч.
Пізніші дослідження таких істориків, як Ліза Неветт і Лін Фоксхолл, доводять, що кімнати не мали фіксованої функції, а приміщення не поділялися на жіночі та чоловічі. Стверджувалося, що замість поділу домашнього простору на «чоловічу» і «жіночу» зони правильніше розглядати їх як приватні або громадські. У цій моделі приватні зони призначені для сім'ї, тоді як у громадських місцях розміщувалися відвідувачі.

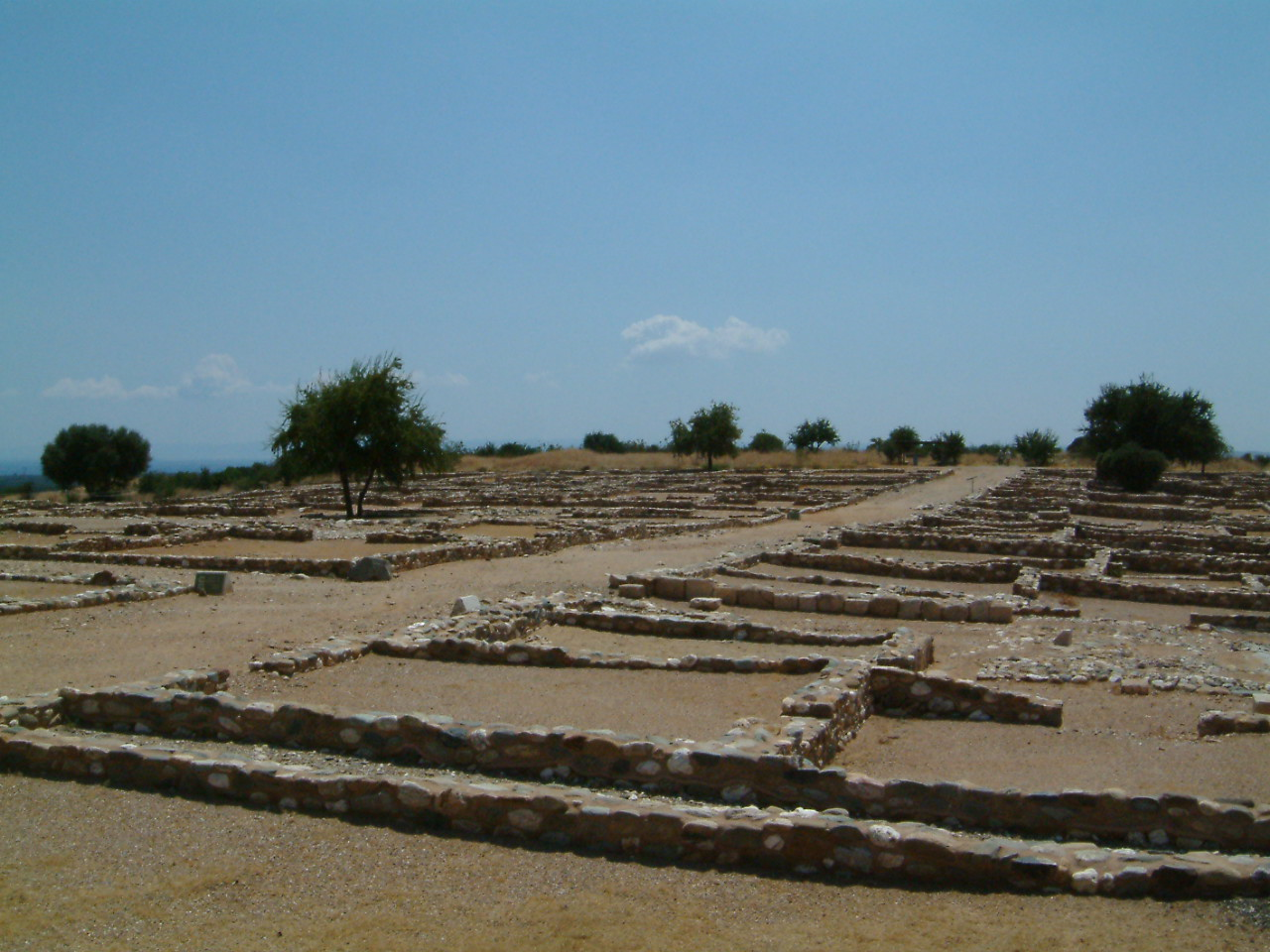
Частина розкопок в Олінтосі. Можна побачити сітку з прямокутними будинками однакового розміру.

В Олінтосі та Галлії планування вулиць у класичному місті було прямолінійним, тому будинки мали правильні форми та розміри. В Афінах навпаки — будинки значно відрізнялися за розміром і формою. У класичний період будинки, розкопані в Олінтосі, розташовувалися навколо двору з колонадою. Також з будинків, розкопаних в Галлії в Арголіді, відомо, що більшість будинків мали єдиний вхід, який давав доступ до двору. Неветт також наводить три будівлі, розкопані на Тасосі, які розташовувалися навколо внутрішнього двору. В небагатьох будинках збереглися докази наявності сходів, які свідчать про те, що вони мали верхні поверхи, тоді як для решти будинків Олінтосу докази непереконливі. Про вбивство Ератосфена свідчить, що принаймні деякі афінські будинки також мали верхні поверхи. Входи в Олінтосі були розроблені таким чином, щоб забезпечити конфіденційність, не даючи перехожим зазирнути всередину будинку.
Історики визначили кімнату з головним вогнищем в давньогрецьких будинках як центр жіночої діяльності. Однак Лін Фоксхолл стверджував, що грецькі будинки часто не мали постійних кухонь. Наприклад, будинок в Аттиці, відомий як Будинок Варі, мав кілька місць, які могли б використовуватися для приготування їжі, але не мали встановленого каміна, тому не використовувалися протягом усього життя будинку. Також Ліза Неветт зазначає, що кімнати в будинках часто використовувалися для кількох цілей.

## Сім'я

### Чоловіки
Головою домашнього господарства був чоловік (kyrios, κύριος). Він представляв інтереси свого ойкоса в полісі в цілому та забезпечував правовий захист жінкам і неповнолітнім, з якими він ділив своє господарство. Спочатку кіріосом ойкоса був чоловік і батько нащадків. Проте часто, коли сини досягали повноліття, переймали роль кіріоса. Коли син отримував свою частину спадщини до або після смерті батька він створював свій ойкос . Таким чином нові ойкоси формувалися з кожним поколінням і зберігалися через шлюб і народження дітей.
Відносини між батьком і сином були нерозривно пов'язані з передачею сімейного майна: законний син міг розраховувати на успадкування майна свого батька і, натомість, був юридично зобов'язаний піклуватися про нього в старості. Якщо син не забезпечував своїх батьків, він міг бути притягнутий до відповідальності, а засудження призвело б до втрати його громадянських прав. Однак сини не були змушені утримувати своїх батьків у старості, якщо ті не забезпечили його яким-небудь навиком. Крім того, спадкоємець спадщини також повинен буде виконувати обряди поховання на похоронах покійного та продовжувати проводити щорічні пам'ятні обряди. Це було надзвичайно важливим фактором для афінян, які славилися побожністю.

### Жінки

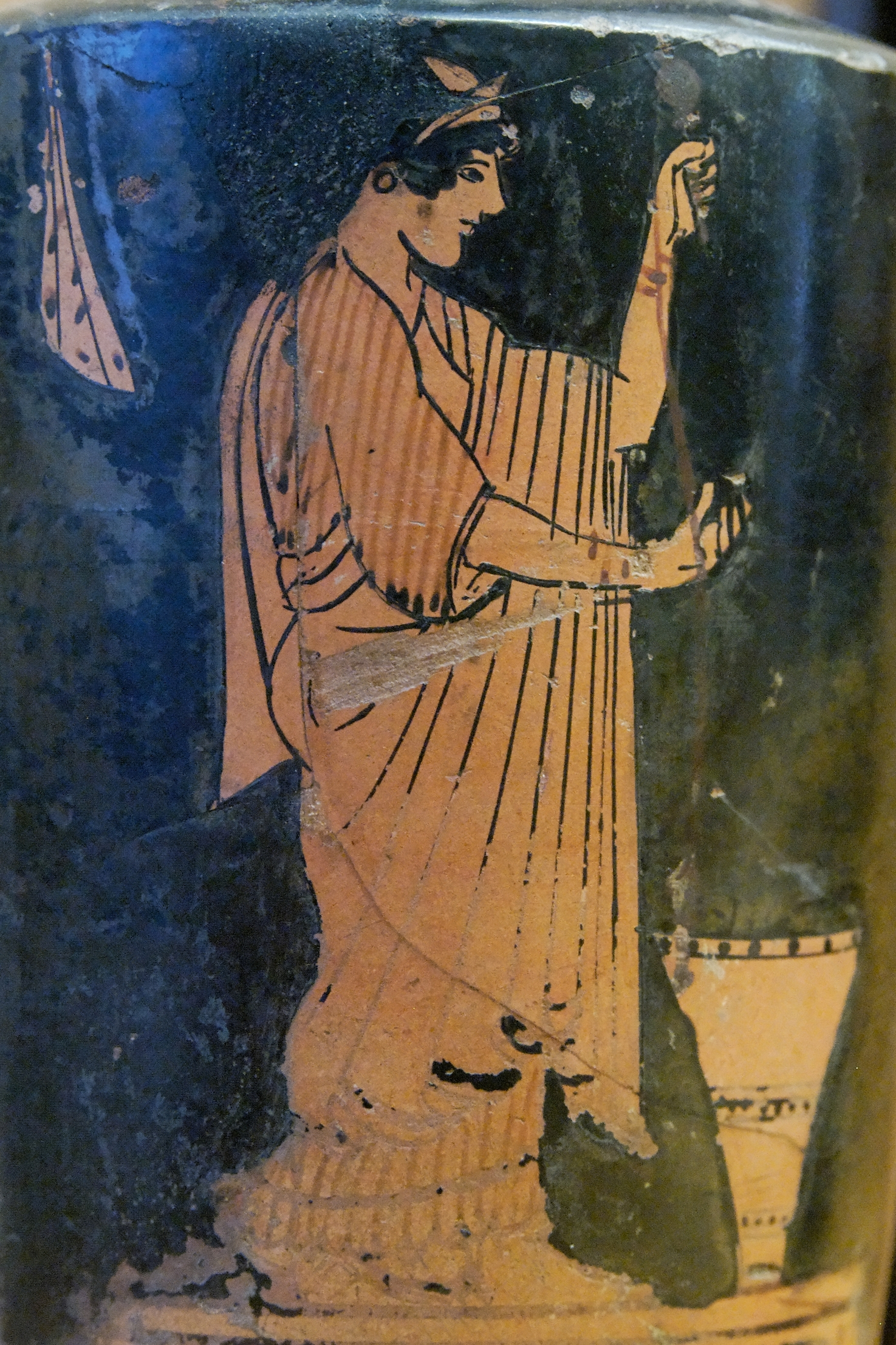
Жінка пряде. Зображення на аттичному червонофігурному лекітосі, бл. 480—470 рр. до н. е. Зараз у регіональному археологічному музеї "Антоніо Салінас в Палермо

Чоловіки були частиною як полісу, так і ойкосу, проте жінки, на відміну від них, відігравали роль лише в ойкосі . В Афінах жінки, які мають статус громадянок, не мали багатьох прав, які мали чоловіки. Вони не мали політичних прав і не могли брати участь в управлінні державою. Їм дозволялося вести лише обмежений бізнес, володіти та успадковувати обмежену власність. Усі справи від імені жінки вів її чоловік або батько.
В Афінських законах про спадщину чоловіки мали перевагу над жінками та близькими родичами, а доньки за відсутності синів взагалі не успадковували, а ставали епіклерами. Тобто замість права успадкування доньки отримували придане на утримання. Ще в четвертому столітті афінське спадкове право забороняло розпоряджатися майном за заповітом від законних дітей.
У Спарті жінки могли володіти майном і успадковувати його. Організацією шлюбу жінки займався її батько або опікун-чоловік. Удома жінки знаходилися окремо від чоловіків — у приміщеннях, які називали генекеями, тому їх практично не бачили. Вони відповідали лише за свій ойкос, який включав забезпечення рабів і дітей, догляд за хворими, а також приготування їжі, прибирання та шиття одягу. В багатших сім'ях значну частину цієї роботи виконували раби, а афінські жінки здебільшого виконували наглядову роль.
Жінки рідко виходили з дому, і навіть тоді їх супроводжували жінки-рабині. Жінки ходили за покупками і до колодязів за водою, проте це робили в основному раби і бідніші жінки, у яких не було рабів. Старші жінки та вдови мали більше свободи, як і спартанські дружини. Дружинам у Спарті дозволялося вживати алкоголь, що було заборонено в більшості інших міст-держав, а також користуватися більшою владою в ойкосі. Однак, як свідчить література того часу, цей стандарт дотримувався рідко. Бідніші жінки бралися за продаж товарів на ринку, прядіння, випікання хліба, роботу в сільському господарстві, годування, або працювали пліч-о-пліч зі своїми чоловіками. У таких сім'ях було неможливо відокремити чоловіків від жінок. Біднішим вдовам часто доводилося працювати, якщо у них не було коштів на фінансову підтримку.
У релігії жінки дійсно відігравали важливу роль. Наприклад, домінували на похоронах, весіллях і великій кількості громадських свят. Там було багато жриць, і жінки також мали свої свята. Однак вважається, що на деяких фестивалях жінки не могли були присутніми; можливо, вони також не відвідували пов'язані з ними вистави в театрах.

### Діти

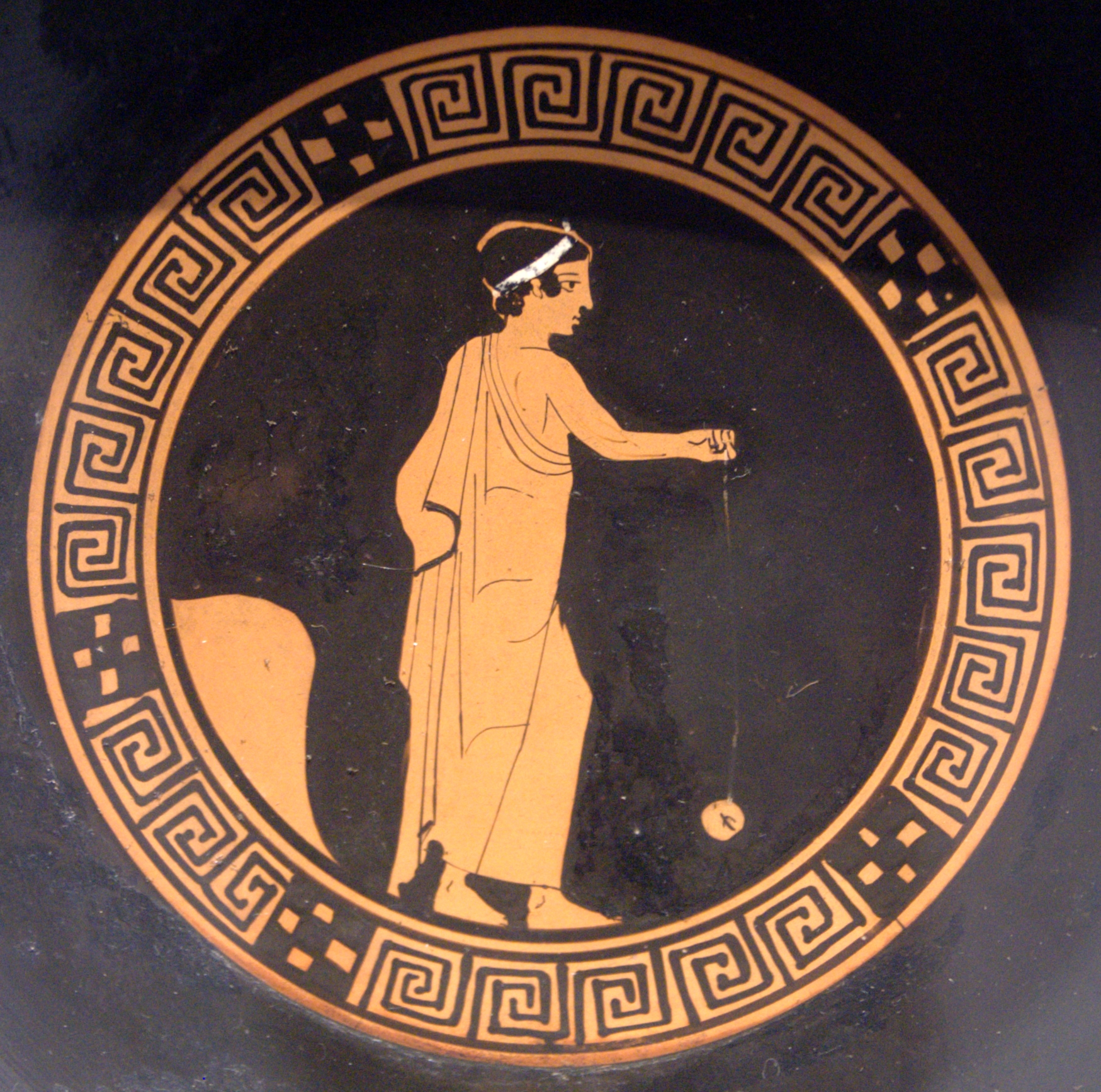
Хлопчик грає з йо-йо на цьому зображенні з аттичного червонофігурного кілікса

Пологи проходили вдома, в присутності всіх домочадців. Жінка-акушерка (maia, μαῖα) могла бути присутньою, а чоловіка- лікаря викликали, якщо виникали ускладнення, але інформації про акушерство практично немає. Пологи вважалися забрудненням навколишнього середовища, тому не дозволялося проводити їх на священній землі. При народженні опікун (зазвичай батько) мав вирішити, вберегти дитину чи виставити її напоказ. Якщо його зберігали, церемонія очищення відбувалася на п'ятий або сьомий день після народження.
Обов'язком матері було годувати дітей грудьми, проте також можна було найняти годувальницю. Відомі також гончарні пляшечки для годування, про що свідчать розписи ваз для колисок з лози або дерева. З 4 століття до нашої ери діти з'являються набагато більше в художніх уявленнях. Діти грали в багато ігор, а свідчення про іграшки містяться в літературі, розписах на вазах і збережених зразках справжніх іграшок. На різних святах було прийнято дарувати дітям іграшки. Коли дівчата збиралися заміж і коли хлопчики досягали підліткового віку, було прийнято присвячувати свої іграшки божествам.
Діти чоловічої статі мали перевагу з багатьох причин. Вони увічнювали родину та культ родини, піклувалися про батьків у старості та влаштовували належні похорони покійним батькам. Крім того, сини могли успадкувати придане матері. Хлопчики виховувалися в жіночих кварталах приблизно до шестирічного віку, після чого їх навчали в школах. Дівчата ж залишалися під пильним наглядом матерів, поки не виходили заміж. Вони рідко виходили за межі жіночої частини дому і навчалися домашніх навичок вдома, хоча іноді відвідували деякі релігійні свята. У Спарті хлопчиків у семирічному віці відлучали від сімей на виховання держави.

## Рекомендована література
- Bryant, Joseph M. (1996). Moral codes and social structure in ancient Greece: a sociology of Greek ethics from Homer to the Epicureans and Stoics. Albany, N.Y: State University of New York Press. ISBN 0-7914-3042-1.
- Cox, Cheryl Anne (1998) — Household Interests: Property, Marriage Strategies, and Family Dynamics in ancient Athens — Princeton University Press. ISBN 0-691-01572-4.
- Robinson, Eric (2004) — Ancient Greek Democracy: Readings and Sources — Blackwell publishing. ISBN 0-631-23394-6.